# Dumadumana
Dumadumana är ett samhälle i Botswana.   Det ligger i distriktet Kweneng, i den sydöstra delen av landet, 8 km norr om huvudstaden Gaborone. Dumadumana ligger 1 021 meter över havet och antalet invånare är 865.
Terrängen runt Dumadumana är platt. Runt Dumadumana är det ganska tätbefolkat, med 139 invånare per kvadratkilometer.. Närmaste större samhälle är Gaborone, 8,2 km söder om Dumadumana. 
Runt Dumadumana är det i huvudsak tätbebyggt.